# Justicia xantholeuca
Justicia xantholeuca är en akantusväxtart som beskrevs av W. W. Smith. Justicia xantholeuca ingår i släktet Justicia och familjen akantusväxter. Inga underarter finns listade i Catalogue of Life.